# Bomolocha frigida
Bomolocha frigida là một loài bướm đêm trong họ Noctuidae.